# Palais de l'Assemblée du peuple (Chongqing)
Le Palais de l'Assemblée du peuple (重庆市人民大礼堂), aussi appelé Auditorium du peuple de Chongqing, est une grande salle dédiée aux réunions politiques et aux événements culturels située en Chine à Chongqing dans le district de Yuzhong,. Constituant l'un des symboles architecturaux de la ville, son aspect extérieur ressemble au Temple du Ciel de Pékin.
Sa construction commence en juin 1951 et s'achève en avril 1954, avec la participation de Deng Xiaoping, qui est alors le premier secrétaire du Bureau du Sud-Ouest du Parti communiste chinois. Le bâtiment comprend un grand auditorium et trois parties adjacentes à l'est, au sud et au nord. Il couvre une superficie totale de 66 000 m² et mesure 65 mètres de haut. L'auditorium circulaire en forme de dôme mesure 55 mètres de haut, couvre 18 500 m², et son diamètre intérieur est de 46,33 mètres. Il est entouré de cinq niveaux de zones d'observation supplémentaires et peut accueillir 4 200 personnes. Le bâtiment est symétrique, avec des colonnades et des ailes.
Il est visible depuis la place du Peuple en contrebas. En face se trouve le musée des Trois Gorges. C'est actuellement le lieu de réunion des organes législatifs municipaux - le congrès populaire municipal de Chongqing (en) (Renda) et  la conférence consultative politique du peuple chinois (Zhengxie).

## Galerie

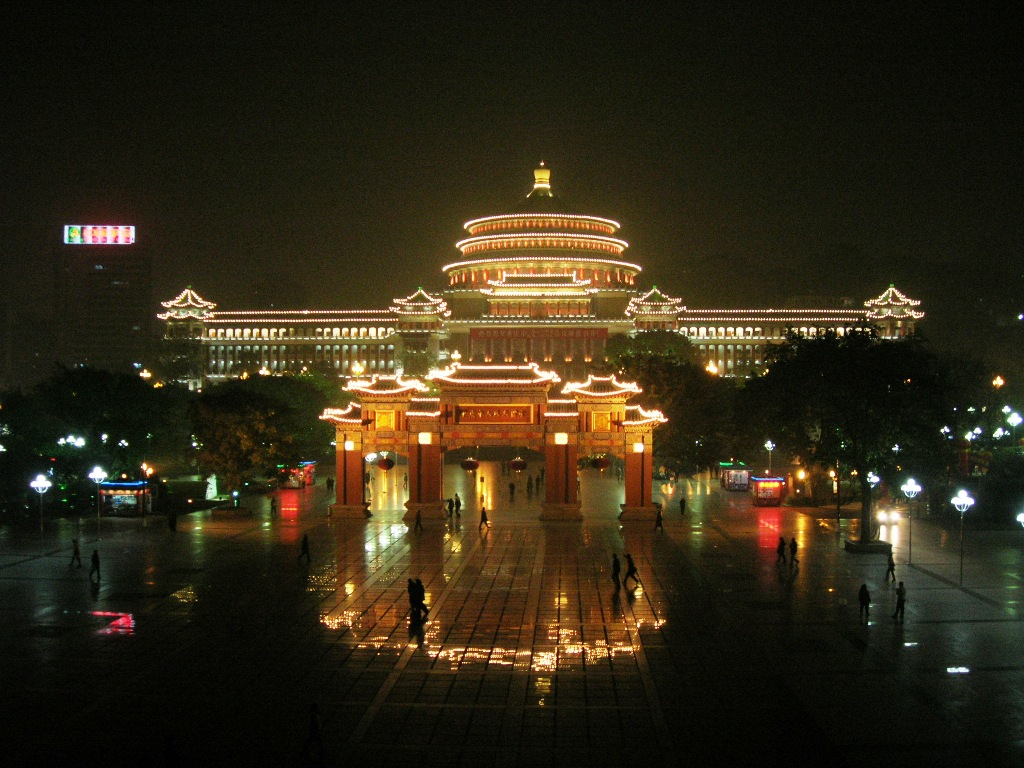
Vue de nuit
Vue éloignée
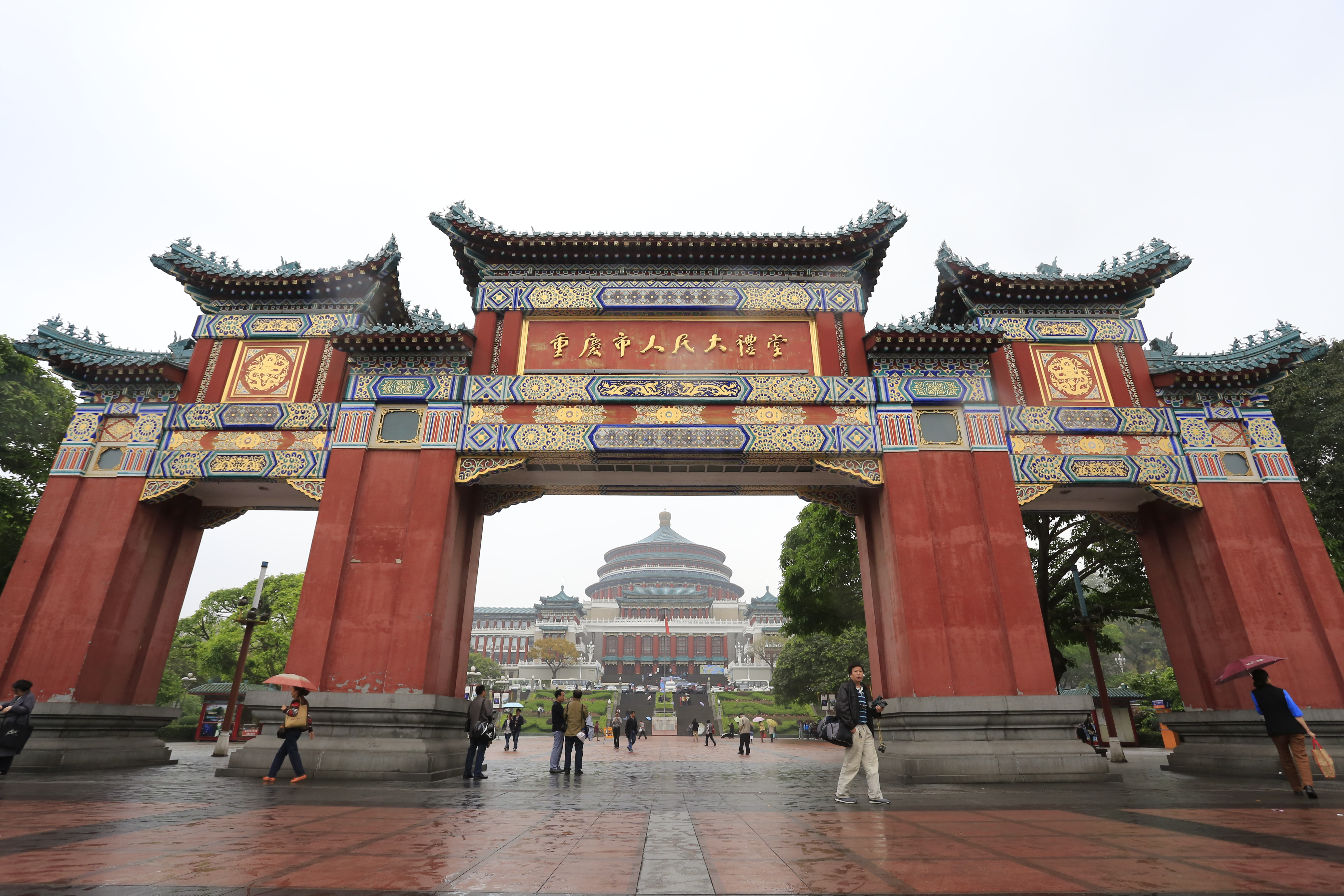
Le païfang
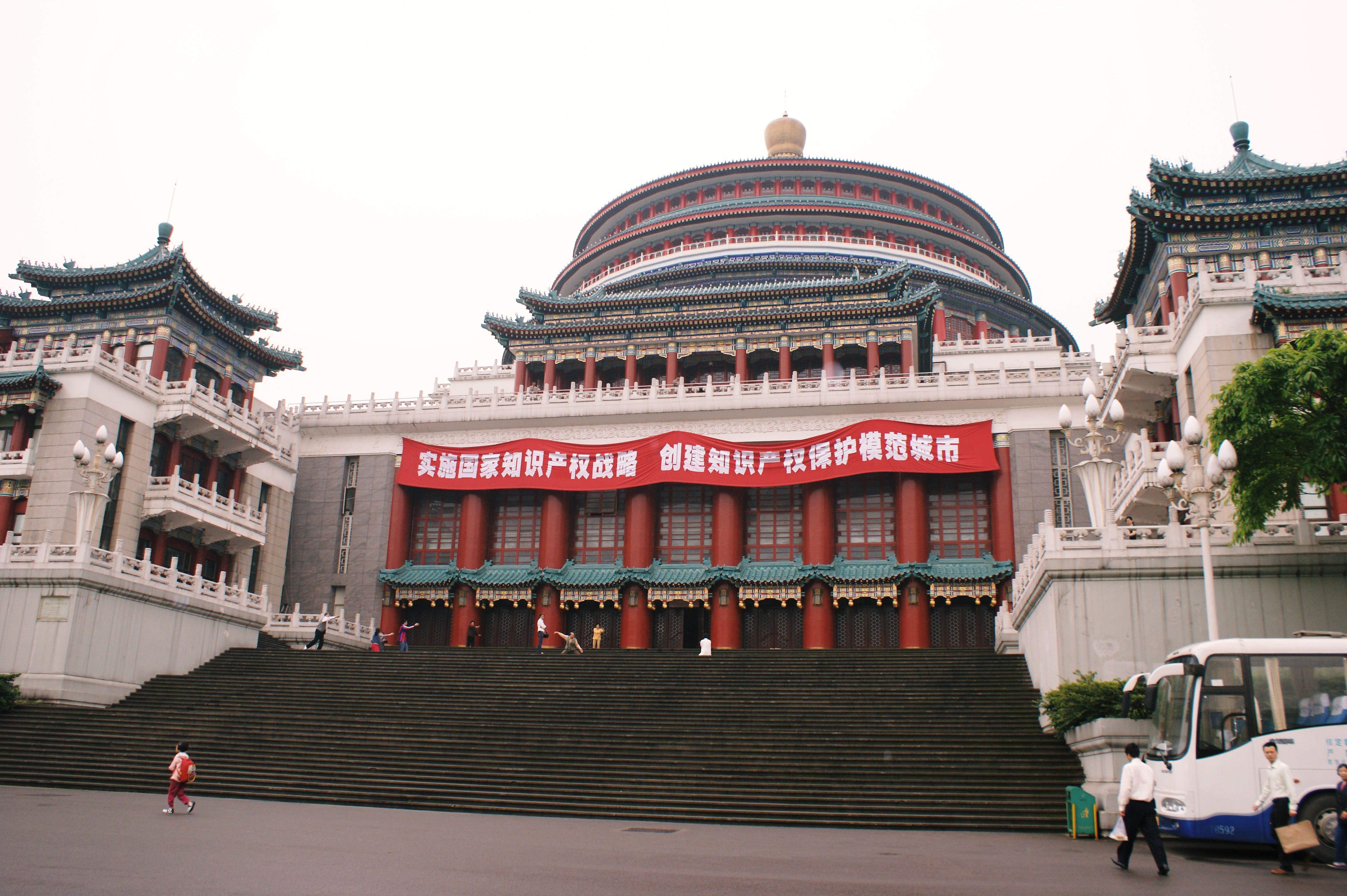
L'entrée principale
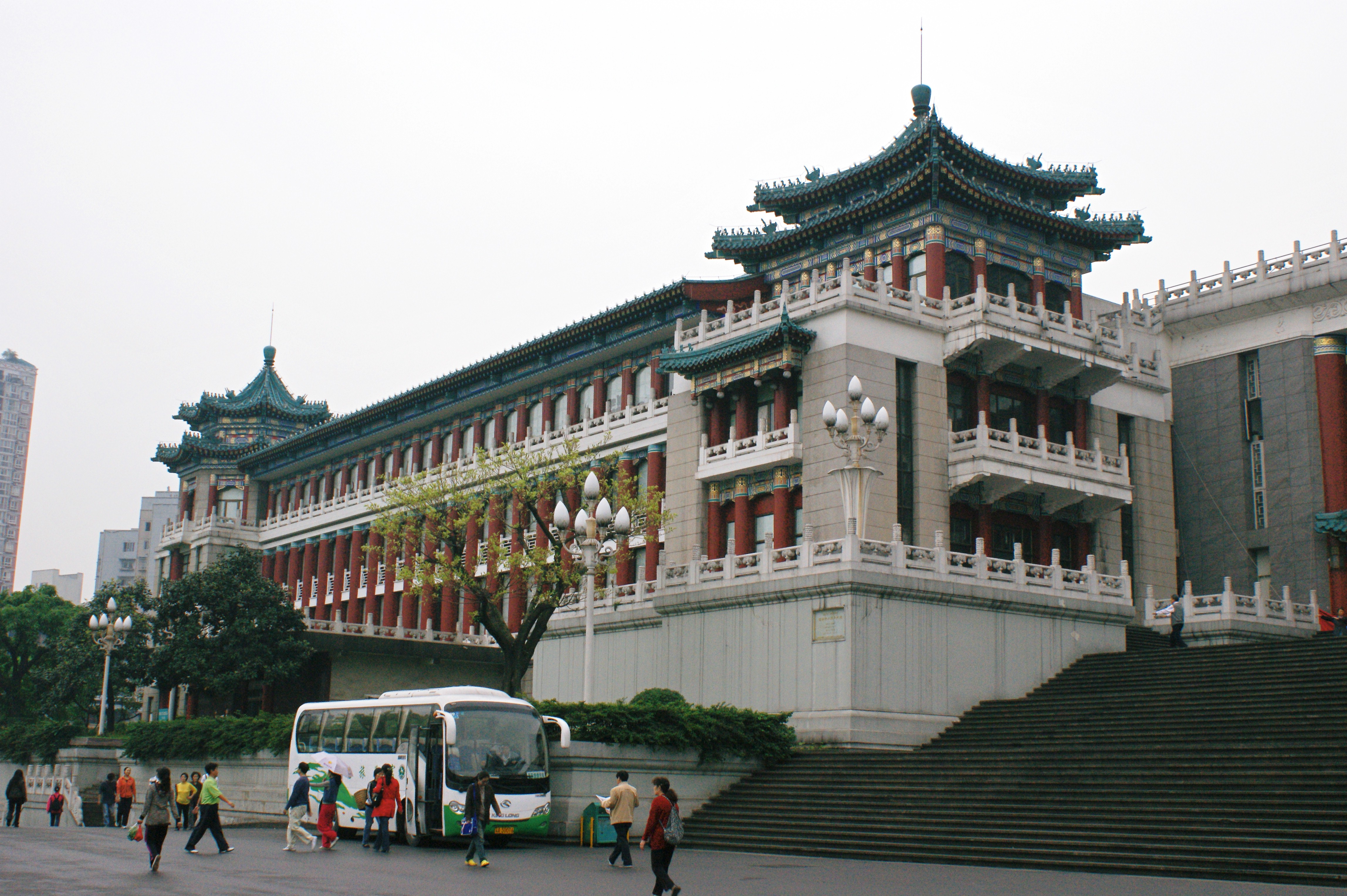
L'une des ailes
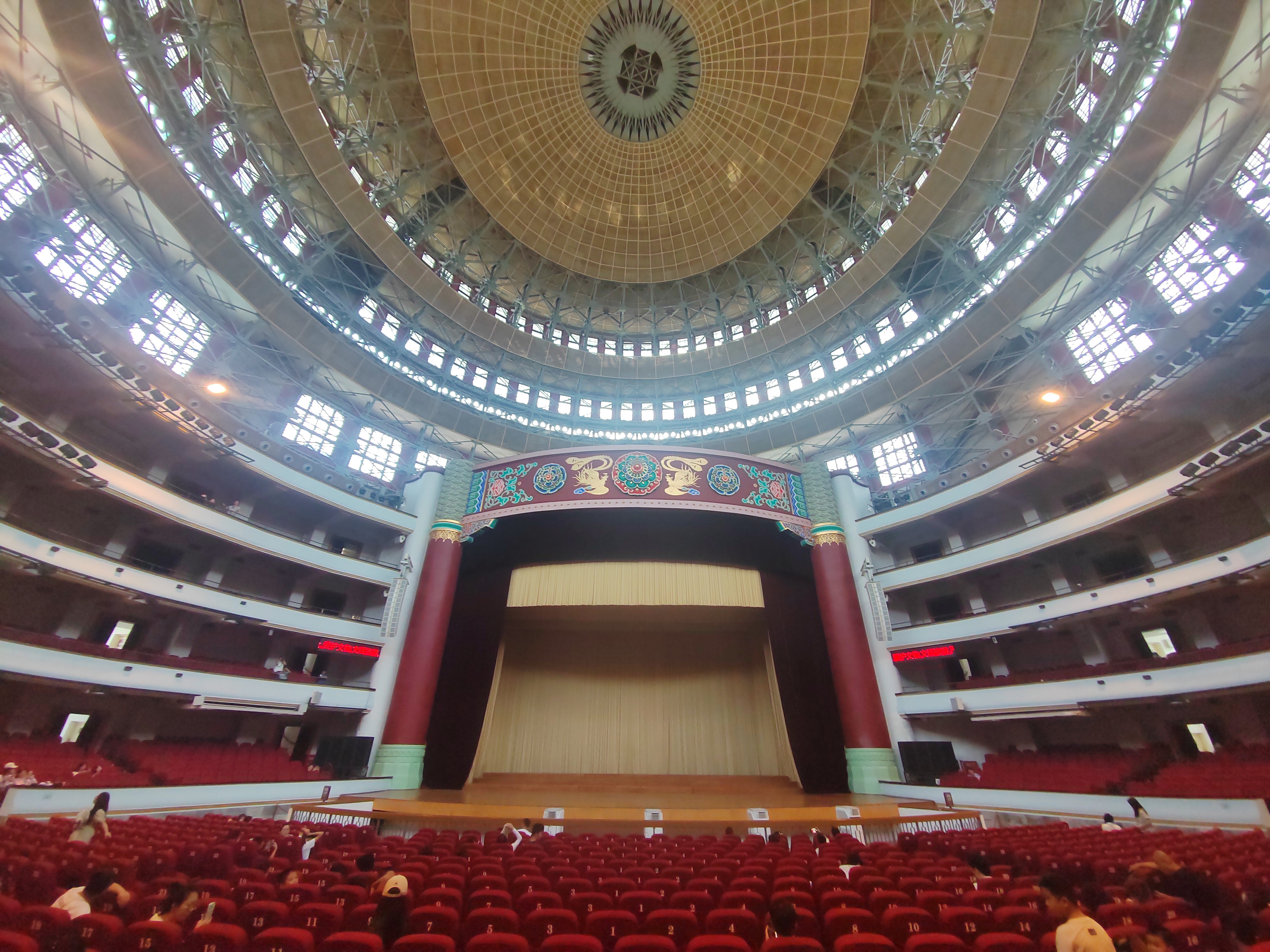
L'auditorium circulaire
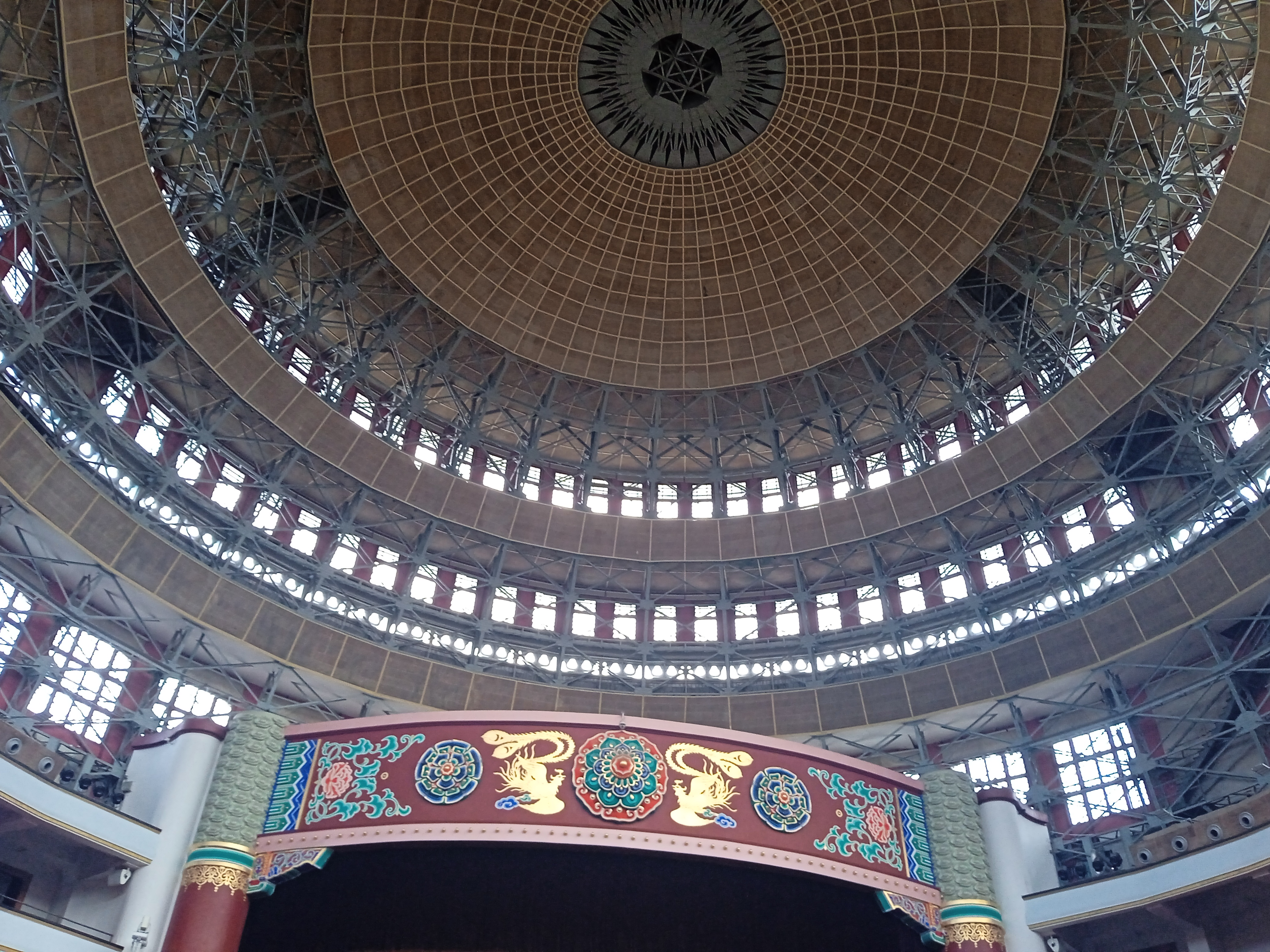
Plafond de l'auditorium